# Ross Hagen
Ross Hagen (Williams (Arizona), 21 mei 1938 - Brentwood, 7 mei 2011) was een Amerikaans stemacteur en acteur. Hij sprak in 2010 de stem van Landon Ricketts in uit de videogame Red Dead Redemption. Hij overleed in 2011 aan prostaatkanker.
In de vervolg op Red Dead Redemption, Red Dead Redemption 2, is de berg Mount Hagen naar hem vernoemd.
- Biblioteca Nacional de España: XX1301541
- Bibliothèque nationale de France: cb141846841 (data)
- International Standard Name Identifier: 0000 0001 1447 060X
- Library of Congress Control Number: n88245724
- Virtual International Authority File: 68033642
- WorldCat: E39PBJxxgk8cD9hgG7gjW96Yfq